# Yan Fu
Yan Fu (poenostavljeno kitajsko: 严复; tradicionalno kitajsko: 嚴復; pinyin: Yán Fù; Wade–Giles: Yen² Fu⁴, IPA: [jɛ̌n.fû]; 1854 -1921), rojen 8. januarja 1854 v mestu Fuzhou v provinci Fujian v ugledni družini učenjakov in plemičev, ki so se ukvarjali s kitajsko medicino. Bil je kitajski učenjak, vojaški častnik, urednik časopisa, prevajalec in pisatelj ter največji razsvetljenski mislec v sodobni kitajski zgodovini. Najbolj znan je bil po uvajanju zahodnih idej in prevajanju del pomembnih za evropski razvoj.  Kitajsko prebivalstvo je seznanil s skrivnostmi zahodnega bogastva tehnološkega napredka in moči, ki naj bi po njegovih trditvah temeljil na različnih idejah in institucijah, ki stojijo za temi tehnikami.  

## Življenje
V mladih letih ga je oče spodbujal k pridobivanju visoke stopnje izobrazbe in pripravi na cesarski izpit. Obiskoval je akademijo Fujian Arsenal, kjer je študiral angleščino, aritmetiko, geometrijo, algebro, trigonometrijo, fiziko, kemijo, astrologijo in navigacijo in prvič izkusil stik z zahodno znanostjo.  
Po diplomiranju z odliko leta 1871, je naslednjih pet let služil na vadbenih ladjah. V letih med 1877 in 1879 so ga poslali v Anglijo, da bi študiral pomorsko tehniko, na Royal Naval College v Greenwichu v Angliji. Tam se je kmalu začel zanimati za britansko vlado, sodno prakso, ekonomijo, sociologijo ter primerjal razlike in podobnosti  kitajskih in zahodni idej ter političnih institucij.  
Zavzemal se je za liberalne družbene in politične reforme, ker je v liberalnih institucijah videl krepitev države. Po kitajski revoluciji leta 1911 je nasprotoval republikanizmu na Kitajskem in podpiral bodočega predsednika Yuana Shikaija pri njegovem poskusu obnovitve monarhije. Yan Fu je v svojih poznih letih zavrnil svoje prejšnje stališče glede zahodne misli in se vse bolj nagibal k konfucianizmu in starodavni kitajski kulturi. 
Najbolj je znan po prevodih klasičnih evropskih del, kot so: Evolucija in etika Thomasa Huxleyja, Bogastvo narodov Adama Smitha, O svobodi Johna Stuarta Milla in Študija sociologije Herberta Spencerja. Yan je kritiziral ideje Darwina in drugih in ponudil svoje interpretacije ter ideji »naravne selekcije« in »preživetja najmočnejših« predstavili kitajskim bralcem.  
Bil je urednik časopisa Guowen Bao. Kmalu je postal politično aktiven in leta 1895 sodeloval v gibanju Gongche Shangshu, ki je nasprotovalo Shimonosekijevi pogodbi, ki je končala prvo kitajsko-japonsko vojno. Leta 1909 je prejel častno diplomo Jinshi. Leta 1912 je postal prvi ravnatelj Nacionalne pekinške univerze. Danes v njegovo čast univerza organizira letno akademsko konferenco.  
Postal je rojalist in konservativec, ki je podprl Yuan Shikai in Zhang Xun, da sta se v njegovem poznejšem življenju razglasila za cesarja. Sodeloval je tudi pri ustanovitvi Chouanhui, organizacije, ki je podpirala obnovo monarhije.  
Da bi si opomogel od ponavljajoče se astme, se je Yan Fu vrnil v svoj dom v Fuzhou, kjer je 27. oktobra leta 1921 umrl pri 67 letih.  
Bil je eden najvplivnejših učenjakov svoje generacije, saj si je prizadeval za uvedbo zahodnih družbenih, gospodarskih in političnih idej na Kitajsko.  
Svoje življenje je posvetil izobraževanju in prevzel mesto predsednika na univerzi v Pekingu, univerzi Fudan, pomorski šoli Beiyang in učiteljski šoli Anyang. Veljal je tudi za mojstra kitajske klasične književnosti, poezije in kaligrafske umetnosti. Njegova vseživljenjska ambicija je bila poskusit združiti kitajsko in zahodno kulturo, da bi ustvaril nov način za kitajski in svetovni razvoj. Njegovi prevodi in uvodi v dela so imeli velik vpliv na kitajske intelektualce takrat in pozneje.

## Delo
Yan Fu je bil eden najvplivnejših učenjakov svoje generacije, saj si je prizadeval za uvedbo zahodnih družbenih, gospodarskih in političnih idej na Kitajsko. Prejšnja prevajalska prizadevanja so bila osredotočena predvsem na religijo in tehnologijo. Yan Fu je bil eden prvih učenjakov, ki je imel osebne izkušnje v zahodni kulturi.  
Leta 1895 je izdal svoje znane članke v kitajski časopis. Njegovi najbolj znani spisi so:  
- Lun shi bian zhi ji 論世變之亟 (O hitrosti svetovnih sprememb, On the Speed of World Change)
- Yuan qiang 原強 (O izvoru moči, On the Origin of Strength)
- Pi Han 辟韓 (V zavrnitev Han Yu-a, In Refutation of Han Yu)
- Jiuwang jue lun 救亡決論 (O našem odrešenju, On our Salvation)

Kasneje med leti 1898 in 1909 je prevedel pomembna znana dela zahodnih liberalnih mislecev: 
- 1896-1898 – Evolucija in etika (Evolution and Ethics, Thomas Henry Huxley),
- 1901 – Bogastvo narodov (The Wealth of Nations, Adam Smith),
- 1903 – Študija sociologije (The Study of Sociology, Herbert Spencer),
- 1903 – O svobodi (On Liberty, John Stuart Mill),
- 1904-1909 – O duhu zakonov (The Spirit of the Laws, Montesquieu),

- 1909 – Čista logika (Primer of Logic od William Stanley Jevons)

Njegovo razumevanje darvinizma in Spencerjeve sociologije ga je prepričalo, da mora sprememba priti s postopnim premikom v misli kitajske elite, nato pa se razširiti na širšo družbo in ljudi. Zavrnil je pristop radikalne revolucije, saj je bil humanist in ni hotel videti, da bi Kitajsko raztrgali vojskovodje in da bi nedolžni ljudje izgubili življenja.  
Yan Fu je poleg svojih prevodov pisal poezijo; dve njegovi pesniški zbirki sta izšli po njegovi smrti. Njegova kaligrafija velja tudi za najboljšo med učenjaki njegovega časa. 